# Aspekt Polski
Aspekt Polski – polski miesięcznik wydawany przez Katolicki Klub im. św. Wojciecha, działający pod hasłem „od lat budzimy świadomość Polaków...”.
Siedziba redakcji miesięcznika mieści się w Łodzi, przy ul. Piotrkowskiej 17. „Aspekt Polski” ukazuje się w minimalnym nakładzie 10 tysięcy egzemplarzy. Jest darmowym czasopismem kolportowanym w parafiach rzymskokatolickich Łodzi, Zgierza, Pabianic, Piotrkowa Trybunalskiego i Bełchatowa.
Miesięcznik ukazuje się nieprzerwanie od września 1996 roku. Wydawca miesięcznika, Katolicki Klub im. Świętego Wojciecha, to stowarzyszenie zajmujące się działalnością społeczną i wydawniczą powołane do życia Dekretem Arcybiskupa Łódzkiego. „Aspekt Polski” jest pismem narodowym i katolickim o charakterze opiniotwórczym. Redakcja podejmuje problematykę polityczną, religijną, kulturalną i społeczną.

## Redakcja
Założycielem Katolickiego Klubu im. Św. Wojciecha i miesięcznika „Aspekt Polski” jest Mirosław Orzechowski, redaktor naczelny miesięcznika. Asystentem Kościelnym Klubu i „Aspektu Polskiego” jest od początku ks. Mateusz Cieplucha. W maju 2006, gdy Mirosław Orzechowski został posłem, obowiązki redaktora naczelnego „Aspektu Polskiego” objęła Iwona Klimczak.
Zastępcą redaktora jest Iwona Klimczak, a redakcję tworzą: Karol Badziak, Jacek Bartyzel, ks. infułat Józef Fijałkowski, Janusz Janyst, prof. Bogusław Sułkowski, Bogdan Kulas, Tadeusz Gerstenkorn, ks. Eugeniusz Gieparda, prof. Mirosław Matyja, Małgorzata Markowska, Dagmara Luković, Jerzy Nagórski, Jarosław Jagiełło, Jacek Kędzierski, Władysław Korowajczyk, Izabela Maria Trelińska, Jerzy Urbankiewicz, Teresa Szemerluk, Jan Waliszewski, Andrzej Wilczkowski, i inni.

## Kontrowersje
W maju 2004 roku zarząd łódzkiej spółki niemieckiego koncernu Passauer Polskapresse, „Prasa Łódzka”, będącej właścicielem dwóch lokalnych dzienników i drukarni rolowej, odmówiła druku miesięcznika „Aspekt Polski”, motywując swoją decyzję przejawiającymi się na łamach czasopisma rzekomymi „tendencjami antyniemieckimi”.